# Lot Clark
Lot Clark (* 23. Mai 1788 in Hillsdale, New York; † 18. Dezember 1862 in Buffalo, New York) war ein US-amerikanischer Jurist und Politiker. Zwischen 1823 und 1825 vertrat er den Bundesstaat New York im US-Repräsentantenhaus.

## Werdegang
Lot Clark wurde ungefähr fünf Jahre nach dem Ende des Unabhängigkeitskrieges im Columbia County geboren. 1796 zog die Familie nach Otsego County. Clark verfolgte eine akademische Laufbahn. Er studierte Jura. Nach dem Erhalt seiner Zulassung als Anwalt am 11. Juni 1816 begann er in Norwich zu praktizieren. Er war 1822 und 1823 Bezirksstaatsanwalt (district attorney) im Chenango County.
Als Folge einer Zersplitterung der Demokratisch-Republikanischen Partei vor und während der Präsidentschaft von John Quincy Adams (1825–1829) schloss er sich der Crawford-Fraktion an. Bei den Kongresswahlen des Jahres 1822 wurde Clark im 21. Wahlbezirk von New York in das US-Repräsentantenhaus in Washington, D.C. gewählt, wo er am 4. März 1823 die Nachfolge von Elijah Spencer und Albert H. Tracy antrat, welche zuvor zusammen den 21. Distrikt im US-Repräsentantenhaus vertraten. Er schied nach dem 3. März 1825 aus dem Kongress aus.
Am 29. April 1825 wurde er zum Postmeister von Norwich ernannt – ein Posten, den er bis zum 12. April 1828 innehatte. Danach diente er in den Jahren 1828 und 1829 als Bezirksstaatsanwalt im Chenango County. 1829 zog er nach Lockport, wo er seine Tätigkeit als Anwalt fortsetzte. Im selben Jahr wurde er Präsident der Lockport Bank. Er war Mitglied und Agent der sogenannten Albany Company – Besitzern allen unverkauften Landes im Niagara- und Orleans County und den nördlichen Teilen vom Genesee- und Erie County. 1835 zog er nach Buffalo. Er saß 1846 in der New York State Assembly. Später war er Projektleiter beim Bau der ersten Drahtseilbrücke über die Niagaraschlucht. Clark wurde Präsident der Supension Bridge Company – ein Posten, den er bis zu seinem Tod innehatte. Er verstarb am 18. Dezember 1862 in Buffalo und wurde dann auf dem Green-Wood Cemetery in der damals noch eigenständigen Stadt Brooklyn beigesetzt.